# Iglesia Colgante

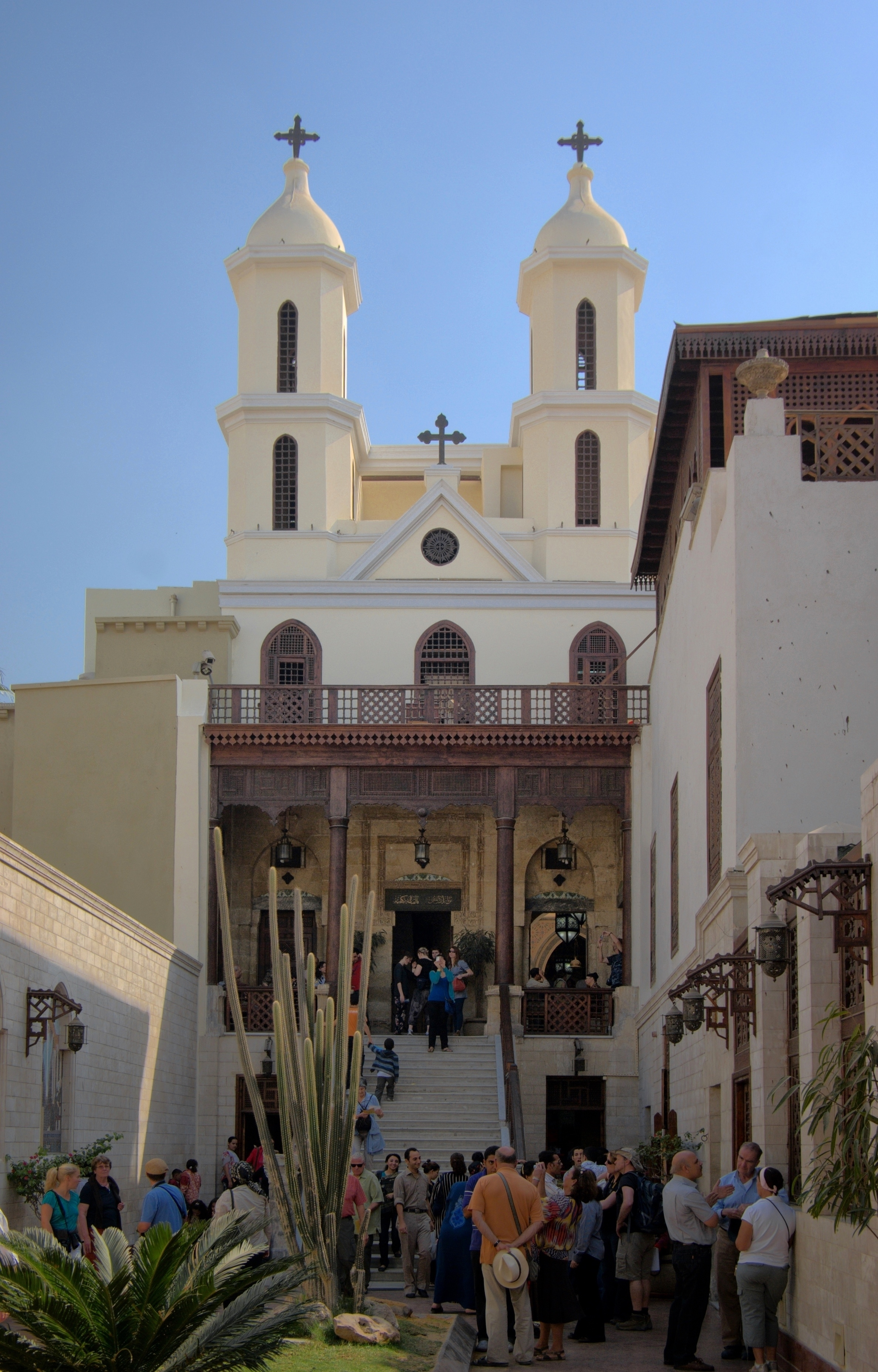
La Iglesia Colgante es la iglesia copta más famosa de El Cairo, construida en el s. III o IV.

La iglesia copta de Santa María Virgen también conocida como la Iglesia Colgante (El Muallaqa) es una de las más antiguas de Egipto y existen referencias de una iglesia en este lugar de El Cairo en el siglo III.
El nombre de Iglesia Colgante le viene por estar situada sobre una de las puertas de la Fortaleza de Babilonia, una fortaleza romana. Los primeros viajeros la llamaron "la Iglesia de la Escalinata" porque hay que subir 29 escalones para entrar en ella. El nivel del suelo ha subido seis metros desde la época romana, de modo que la torre está en su mayor parte enterrada, por lo que no se aprecia tanto la posición elevada de la iglesia.
La entrada desde la calle se hace por unas puertas de hierro bajo un arco apuntado de piedra. La fachada decimonónica con campanarios gemelos se ve al pasar un estrecho patio decorado con motivos bíblicos modernos. Subiendo las escaleras y pasando la entrada hay otro pequeño patio que conduce al pórtico exterior del siglo XI.